# Thlasia greeni
Thlasia greeni är en insektsart som beskrevs av Cai och Huang 1999. Thlasia greeni ingår i släktet Thlasia och familjen dvärgstritar. Inga underarter finns listade i Catalogue of Life.